# Daichi Soga
Daichi Soga (født 10. marts 1998) er en japansk fodboldspiller, som spiller for den japanske fodboldklub Gainare Tottori.